# Мудиссон, Лукас
Карл Фре́дерик Лу́кас Му́диссон (швед. Karl Frederik Lukas Moodysson; [mɔʹdysɔn]; род. 1969) — шведский кинорежиссёр, сценарист, поэт и прозаик.

## Биография
Карл Фредерик Лукас Мудиссон родился 17 января 1969 года на юге Швеции в местечке Окарп лена Мальмёхус, между Мальмё и Лундом (сейчас территория лена Сконе). Его мать Гулль Окерблум — известная детская писательница Швеции. В 1987 году, в возрасте 18 лет, Лукас дебютировал как поэт с книгой стихотворений «Неважно, где ударят молнии» (швед. Det spelar ingen roll var blixtarna slår ner, 1987). Являлся активным членом поэтической группировки «Мальмёлига». К 23 годам он успел выпустить пять стихотворных сборников. Закончил режиссёрский факультет Драматического института. Там же снял свои первые короткометражные фильмы «Тёмной и ветреной ночью» (швед. Det var en mörk och stormig natt, 1995), «Сговор под землёй» (швед. Uppgörelse i den undre världen, 1996) и «Просто поговори немного» (швед. Bara prata lite, 1997).
Полнометражным дебютом Мудиссона стал фильм «Покажи мне любовь» (1998), рассказывающий о первых любовных переживаниях двух школьниц из маленького провинциального города. Картина пользовалась большим успехом у критиков и зрителей всего мира и стала обладателем многочисленных наград (в том числе приза «Тедди» Берлинского кинофестиваля). Сам Мудиссон получил национальную кинонаграду Швеции «Золотой жук» как лучший режиссёр. По кассовым сборам фильм даже соперничал с блокбастером «Титаник».
Вторая работа Мудиссона — комедия «Вместе» (2000) — также имела огромный зрительский успех. Трогательная история о жизни коммуны шведских хиппи становится одним из кассовых лидеров в Швеции.
Своим следующим фильмом Мудиссон удивил многих. Съёмки картины «Лиля навсегда» (2002), повествующей о злоключениях молодой русской девушки, проходили на территории бывшего Советского Союза на русском языке. Получившаяся в результате лента была напрочь лишена оптимизма, которым проникнуты первые две работы режиссёра. Тем не менее, Мудиссон второй раз был признан в Швеции лучшим режиссёром года.
В 2004 году вышла картина Мудиссона «Дыра в моём сердце», которая ознаменовала поворот режиссёра в сторону авангардного кинематографа. В центре сюжета этой провокационной экспериментальной ленты — съёмки любительского порнофильма. Чтобы передать невыносимую атмосферу, в которой существуют его герои, Мудиссон использовал различные шумы и видеовставки (включая фрагменты хирургической операции на женских гениталиях). Радикализм «Дыры в моём сердце» пришёлся по вкусу немногим: за эту картину Мудиссон подвергся многочисленным нападкам со стороны критиков и зрителей.
Следующей работой режиссёра стала лента «Контейнер» (2006). Мудиссон продолжил свои эксперименты в области радикального киноавангарда.
В 2007 году режиссёр вновь вернулся к жанровому кино, приступив к съёмкам драмы «Мамонт». На главную роль приглашён мексиканский актёр Гаэль Гарсиа Берналь. Работа над фильмом проходила в Юго-Восточной Азии, а премьера картины состоялась в 2009 году.
Лукас Мудиссон является социалистом, профеминистом и одновременно верующим христианином.

### Семья
Жена (с 1994) — Коко Мудиссон, 3 детей.

## Сочинения
- Неважно, где ударят молнии — стихи (Det spelar ingen roll var blixtarna slår ner, 1987)
- И другие стихи — стихи (Och andra dikter, 1988)
- Евангелие от Лукаса Мудиссона — стихи (Evangelium enligt Lukas Moodysson, 1989)
- Белая кровь — роман (Vitt blod, 1990)
- Плоть — стихи (Kött, 1991)
- Сувенир — стихи (Souvenir, 1996)
- Fucking Åmål (Книга/рукопись, 1999)
- От 16 до 26 — избранные стихотворения (Mellan sexton och tjugosex, 2001)
- Что я здесь делаю — стихи (Vad gör jag här, 2002)
- Vårdcentralen Fontanellen — поэтический комикс (в соавторстве с Коко мудиссон (шв.sv:Coco Moodysson), 2005)
- Apo kryp hos — стихи 2006
- Контейнер — сценарий (Container, 2009)
- Смерть & К. — роман (Döden & Co., 2011)
- Двенадцать месяцев в тени — роман (Tolv månader i skugga, 2012)

Публикации на русском языке
- Мудиссон Л. От 16 до 26: стихотворения / пер. со швед. Андрея Щеглова. — М.: Thomas Books, 2003. — 320 с. ISBN 5-98063-001-5

## Фильмография
- 1997 — Просто поговори немного[швед.] / швед. Bara prata lite
- 1998 — Покажи мне любовь / швед. Fucking Åmål
- 2000 — Вместе / швед. Tillsammans
- 2002 — Лиля навсегда / швед. Lilja 4-ever
- 2004 — Дыра в моём сердце / швед. Ett hål i mitt hjärta
- 2006 — Контейнер[швед.] / швед. Container
- 2009 — Мамонт / швед. Mammoth
- 2013 — Мы — лучшие! / швед. Vi är bäst!
- 2019 - Йеста /швед. Gösta драма, комедия, 1 сезон

Швеция, 30 мин
- 2023 - Вместе-99 /швед. Tillsammans-99